# Oxbridge
Az Oxbridge kifejezés az Oxfordi Egyetem és a Cambridge-i Egyetem nevéből származik. Az elnevezés együttesen a két angol elitegyetemet jelöli. Maga a kifejezés a 19. század közepén jelent meg, de csak száz évvel később, a 20. század közepén vált közkeletűvé.
Oxford és Cambridge Anglia két legrégebbi egyeteme (több mint nyolc évszázados múltra tekintenek vissza). A két intézmény rivalizálása is gyakorlatilag ugyanilyen régről ered: onnantól kezdve végigkíséri történetüket, hogy az Oxfordi Egyetemről távozó tudósok megalapították a Cambridge-i Egyetemet. Nemcsak a tudományos szférában, hanem a sportban is hagyományosan versenytársai egymásnak.
Nagy-Britannia számos nagy tudósa, írója, vezető politikusa végzett Oxbridge-ben.
Az Oxbridge kifejezés átvitt értelemben a (brit) felső középosztályt jelöli.